# Loco (Onsernone)
Loco è una frazione di 254 abitanti del comune svizzero di Onsernone, nel Canton Ticino (distretto di Locarno).

## Geografia fisica
Loco si trova nella valle Onsernone.

## Storia

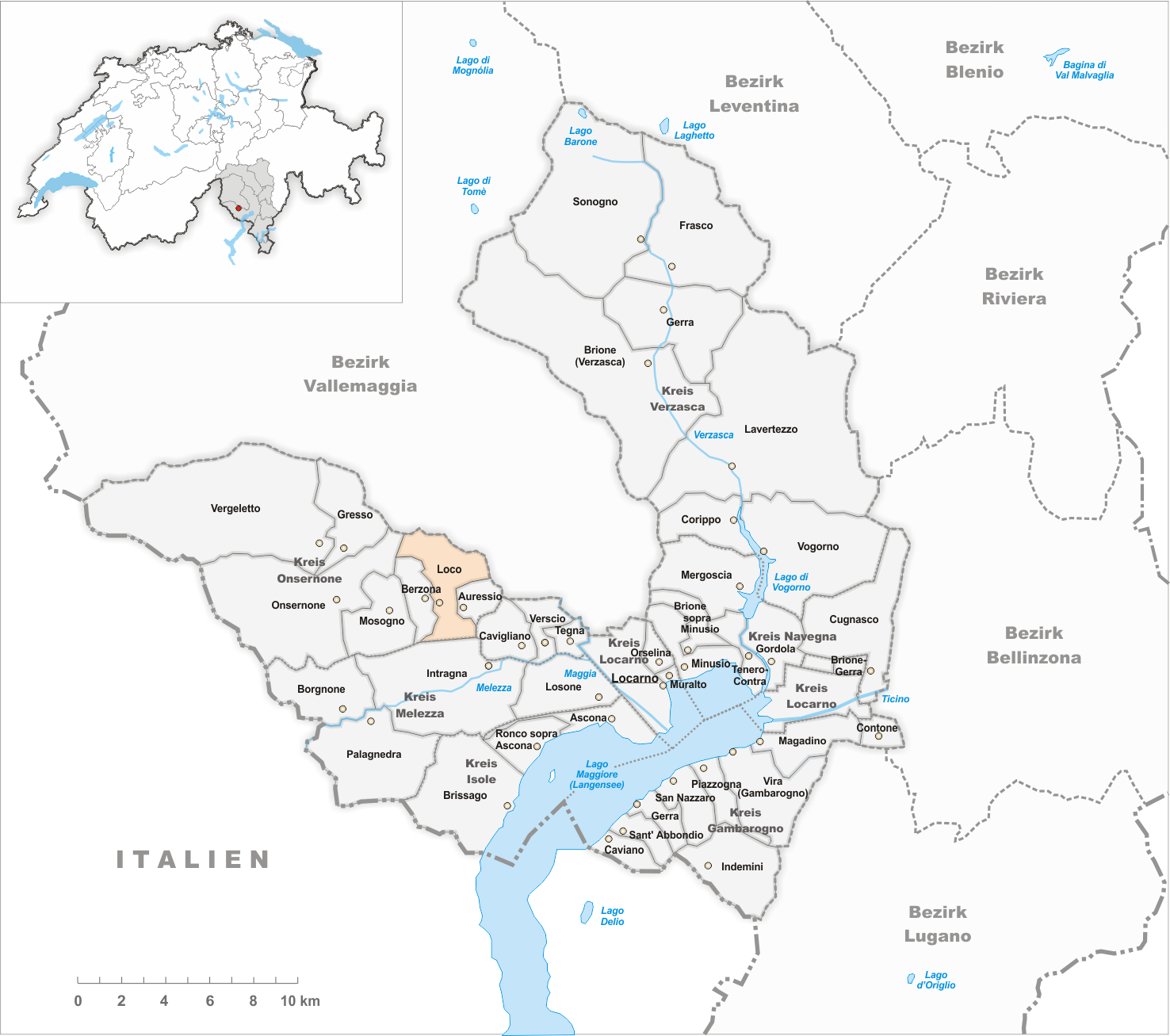
Il territorio del comune di Loco prima degli accorpamenti comunali del 2001

Anticamente noto come Al Luogho, costituì un comune autonomo fino al 15 aprile 2001, quando venne accorpato agli altri comuni soppressi di Auressio e Berzona per formare il comune di Isorno (del quale Loco costituì il capoluogo). Al momento dell'accorpamento, il comune di Loco si estendeva per 9,09 km². 
Nel 2016, Isorno venne a sua volta accorpato agli altri comuni soppressi di Gresso, Mosogno e Vergeletto per formare il comune di Onsernone.

## Monumenti e luoghi d'interesse

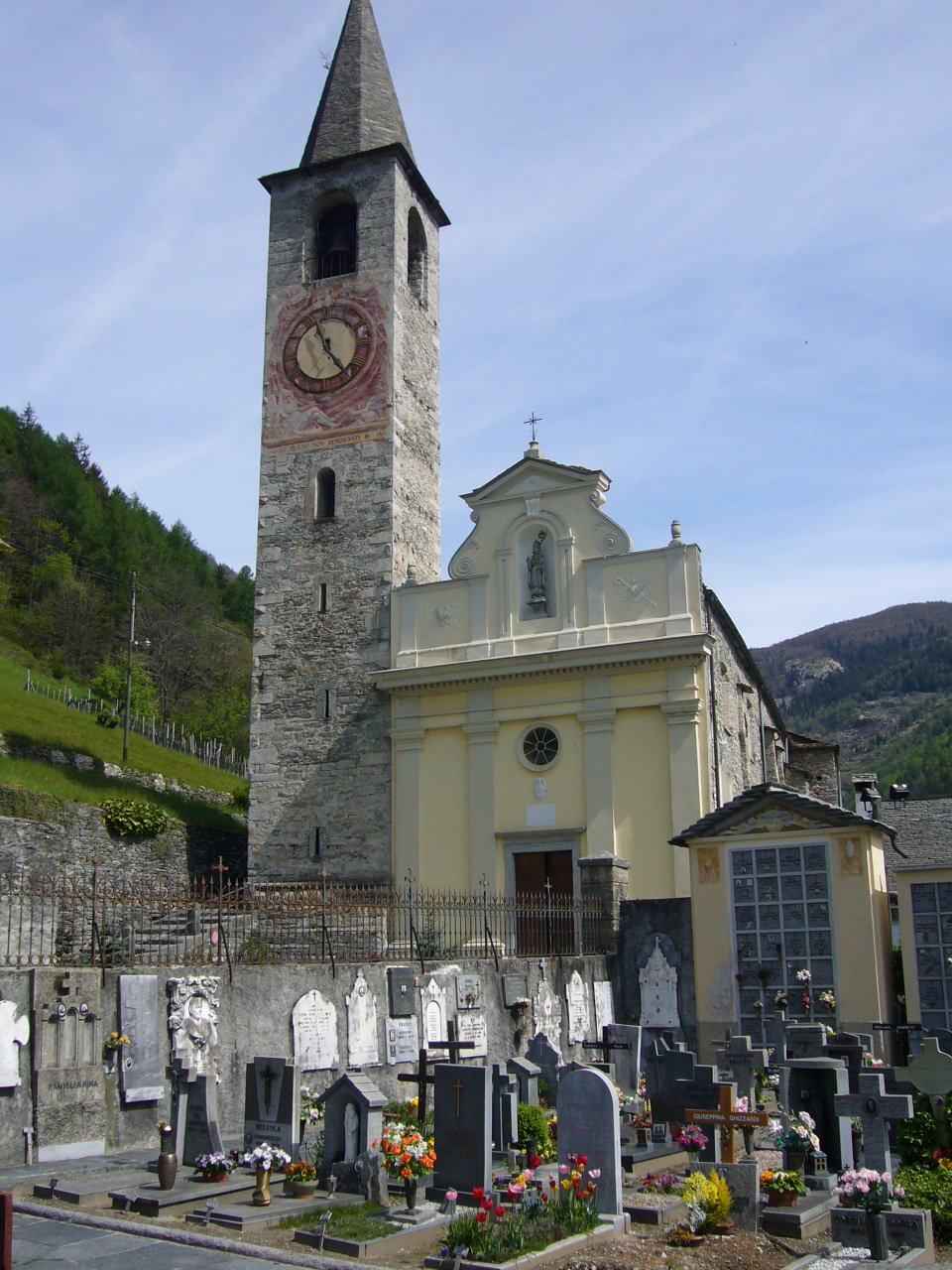
La chiesa di San Remigio

- Chiesa di San Remigio con la cappella del Crocefisso, attestata dal 1228[2];
- Oratorio di San Giovanni Nepomuceno in località Niva[2];
- Cappella votiva in località Pezze Grosse[senza fonte];
- Casa Schira, del XIX secolo; ospita un ostello e una biblioteca[2];
- Fontana con la statua di Guglielmo Tell dello scultore locale Ermenegildo Peverada, del XIX secolo[senza fonte];

- Antico mulino[2];
- Casa walser[senza fonte];

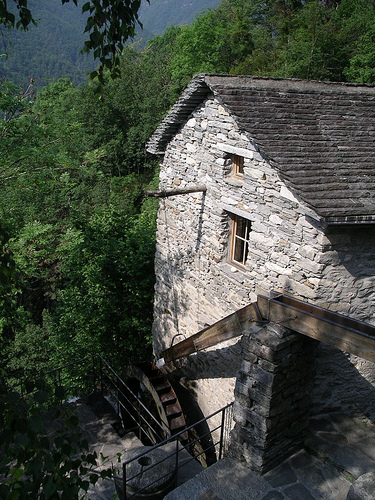
L'antico mulino

- Casa Broggini in località Rossa, del 1708 circa; è un palazzo signorile[2] nella cui facciata principale si aprono due ordini di logge centrali sormontate da veranda[senza fonte];
- Casa Carazzetti, sede del Museo onsernonese;[1]
- Altre cinque[senza fonte] case rurali tipiche, a loggia[2].

## Società

### Evoluzione demografica
L'evoluzione demografica è riportata nella seguente tabella:
Abitanti censiti

## Cultura
Nel Museo onsernonese è possibile ripercorrere la storia della valle Onsernone.

## Economia
Per lungo tempo, Loco costituì il centro principale della valle per ciò che concerne la lavorazione della paglia.

## Amministrazione
Ogni famiglia originaria del luogo fa parte del comune patriziale di Onsernone e ha la responsabilità della manutenzione di ogni bene ricadente all'interno dei confini della frazione.